# Igigi
Termín Igigi byl používán jako pojmenování mladších božstev (jako opak velkých bohů – Anunna). Igigi v sumerštině znamená „Ti, kteří hledí a vidí“. I když jsou někdy synonymem pro Anunnaki, v jednom mýtu byli Igigi mladšími bohy a sloužili Anunnaki, než se vzbouřili a byli nahrazeni lidmi.